# 미얀마 육군
미얀마 육군(버마어: တပ်မတော်(ကြည်း), 발음: [taʔmədɔ̀  tɕí])은 미얀마 군부(따마도)의 가장 큰 집단이며, 지상의 군사작전을 수행하는 주된 의무를 가지고 있다. 미얀마 연방 공화국 국군은 베트남 인민군에 이어 동남아시아에서 두 번째로 많은 병력을 보유하고 있다. 1948년 창립 이래 민족적, 정치적 반군과 충돌해 왔다.
미얀마군 총사령관은 현 부사령관 소 윈(Soe Win) 겸 국방부 부사령관이며, 민 아웅 흘라잉(Min Aung Hlaing) 육군 사령관은 국방부 총사령관이다. 서비스. 미얀마군의 최고 직위는 서방군의 원수에 해당하는 대장으로, 부사령관에서 진급해 현재 민 아웅 흘라잉(Min Aung Hlaing)이 맡고 있다.
2011년에 군사 정부에서 민간 의회 정부로 전환한 후 미얀마 군대는 모든 시민에게 군사 징집을 실시했다. 즉, 18~35세의 모든 남성과 18~27세의 모든 여성은 2년 동안 군 복무에 징집될 수 있다. 국가 비상사태 시 사병으로 수년 동안 복무한다. 직업인의 연령은 장교 및 부사관으로 3년간 복무할 경우 남자는 45세, 여자는 35세까지이다.
거번먼트 가제트(Government Gazette)는 2011년 예산의 23.6%인 1조 8000억 짜트(약 20억 달러)가 군비 지출이라고 보도했다.

## 같이 보기
- 아웅 산
- 따마도
- 미얀마 해군(영어판)
- 미얀마 공군(영어판)
- 미얀마 군사정보부(영어판)
- 미얀마 경찰대(영어판)